# Повратни удар (филм)
Повратни удар (енгл. Backdraft) је амерички акциони трилер филм из 1991. у режији Рона Хауарда. Сценарио је написао Грегори Вајден. У филму играју Курт Расел, Вилијем Болдвин, Скот Глен, Џенифер Џејсон Ли, Ребека де Морни, Доналд Сатерленд, Роберт Де Ниро, Џејсон Гедрик и Џеј Ти Волш, а прати чикашке ватрогасце на трагу серијског пиромана.

## Радња
1971. Чикаго. Капетан ватрогасне бригаде Денис Мекефри погинуо је док је гасио пожар услед експлозије гасне цеви. Његов најмлађи син Брајан, кога је капетан повео са собом да гледа како се гаси пожар, постаје сведок смрти.
1991. исти град. Променивши неколико занимања, Брајан завршава ватрогасну академију и добија распоред у најбољој ватрогасној станици у граду - 17. станици, где је, стицајем околности, на челу његов старији брат Стивен, а коју је претходно водио њихов отац. Али он не остаје дуго у јединици због затегнутих односа са братом и по савету дугогодишње пријатељице Џенифер, која ради као помоћница градоначелника града, добија посао помоћника Доналда Римгејла, звани „Сенка“ - бивши ватрогасац, због озбиљних опекотина на једном од задатака који је прешао на ватрогасне истражитеље.
Римгејл тренутно истражује ланац чудних пожара који су убили три наизглед неповезане особе. Током истраге долази до закључка да је у свим случајевима било паљења употребом тритил хлорида – супстанце која при горењу даје ефекат „обрнуте промаје“ – сваки пут када је ватра тињала унутар зграде, и чим је жртва отворила врата и пустио ваздух, дошло је до експлозије. Иста супстанца, према Римгејлу, је катализатор апсорпције и користи се за гашење хемикалија.
Настављајући истрагу, Римгејл открива да су погинули били повезани са градоначелником града, за којег су сачинили извештај о оптимизацији буџета смањењем трошкова, укључујући и за ватрогасну јединицу, услед чега је неколико ватрогасних станица затворено, а једнодневна фирма са којом су били повезани три, завршила цео обим грађевинских радова на реструктурирању затворених делова и добила велики новац из буџета. Римгејл и Мекефри одлазе до градоначелникове куће да разговарају о томе, али у кући проналазе непознату особу која је запањила градоначелника и одврнула гасну цев са шпорета да би прикрила убиство у експлозију гаса. Непозната особа напада Брајана, који уз помоћ Римгејла успева да се ослободи, истовремено гурајући нападача на изложене контакте електричне утичнице, услед чега му на рамену остаје опекотина, али он успева да побегне. Римгејл и Брајан успевају да извуку запањеног градоначелника напоље, али долази до експлозије, због чега је Римгејл бачен на ограду и убоден шипком за ограду у раме.
Брајан сам води даљу истрагу и тражи помоћ од пиромана Роналда Бартела, који служи казну на обавезном психијатријском лечењу. Наводи га да верује да није манијак тај који глуми, јер не дозвољава да пламен гори предуго. Према Бартелу, он није специјалиста ни за потраживања од осигурања, јер је штета у свим случајевима премала. Када Бартел пита Брајана како је дошло до пожара, он одговара да странац ради на тритил хлориду. Тада му Бартел даје савет – пиромана треба тражити међу онима који не воле ватру и имају сталан приступ тритилхлориду.
Брајан се сећа да је видео контејнере са тритил хлоридом на чамцу на коме живи Стивен и за све сумња свог брата. Оде до чамца и тамо нађе неколико пуних конзерви. У то време Стивен долази, а Брајан га чека да све призна. Али разговор не успева и Брајан одлази. Вози се право у станицу 17, где проваљује у орман свог брата тражећи још доказа. Али у ово време види Адкокса како излази из туша, ватрогасца из прорачуна његовог брата, који има опекотину на рамену. Брајан схвата да је Адкокс био тип који их је напао у градоначелниковој кући. Разумеју се без речи.
У овом тренутку добија се сигнал о пожару у хемијској фабрици. Стивен долази до места, одвија се кратак разговор између браће, а Стивен први схвата да је у сва три случаја паликућа Едкокс, пошто је управо он дао Стивену тритилхлорид као детерџент. Едкокс чује њихов разговор са горњег спрата. Брајан каже да ће морати све да пријави Римгејлу, али Стивен га убеђује да то не ради, обећавајући да ће разговарати са Едкоксом. Стивенова екипа одлази да угаси ватру, а Брајан изненада схвата да ће Едкокс покушати да убије Стивена, приписујући његову смрт пожару. Зграбивши нечију ватрогасну униформу, придружује се другој посади и такође иде на гашење.
На крову запаљене фабрике, Брајан је сведок бурног објашњења Стивена и Едкокса. Он каже Стефану да је наместио погибију те тројице и покушао да дигне у ваздух градоначелникову кућу да освети ватрогасце који у последње време гину - сви нису добили појачање због затварања суседних ватрогасних станица. Објашњења се прекидају урушавањем крова, а рачуница мора да уради гашење. Као резултат урушавања конструкција, Стивен виси на фрагменту парапета и покушава да се држи Едкокса, чија се одећа запалила. Тражи да га пусте, али Стивен одговара да ће пасти са њим или ће га задржати. Не могавши да се одупре, обојица падају. Едкокс пада у ватру и изгорева, Стивен је тешко повређен у паду и умире у колима хитне помоћи. Пре смрти, он тражи од Брајана да никоме не говори о Едкоксу, како не би обешчастио своју рачуницу.
У финалу, Стивен и Едкокс су свечано сахрањени, Римгејл, који је отпуштен из болнице, држи говор жалости. Након сахране, Римгејл и Брајан присуствују конференцији за новинаре са градоначелником и, у присуству новинара, траже од њега да прокоментарише затварање ватрогасних домова и прање новца у њиховом реструктурирању. Брајан се, након смрти брата, враћа у ватрогасну службу и наставља да служи.

## Улоге
| Глумац            | Улога                   |
| ----------------- | ----------------------- |
| Курт Расел        | Стивен Бик Мекефри      |
| Вилијем Болдвин   | Брајан Мекефри          |
| Роберт Де Ниро    | Доналд „Сенка“ Римгејл  |
| Доналд Сатерленд  | Роналд Бартел           |
| Џенифер Џејсон Ли | Џенифер Вајткус         |
| Скот Глен         | Џон „Секира“ Едкокс     |
| Ребека де Морни   | Хелен Мекефри           |
| Џејсон Гедрик     | Тим Кризмински          |
| Џеј Ти Волш       | одборник Мартин Свејзак |